# Bagni di Lusnizza
Bagni di Lusnizza (Lusniz in friulano, Lužnice in sloveno, Lusnitz in tedesco) è una frazione del comune di Malborghetto-Valbruna (UD), la prima che si incontra venendo da Pontebba verso Tarvisio ed è formata da due borghi separati da un prato in cui sorge la chiesa del paese, dedicata a San Gottardo.

## Geografia fisica
Il territorio, che si trova tra le Alpi Carniche a nord, è attraversato dal Rio Zolfo ricco di acqua solforosa.

## Monumenti e luoghi d'interesse

### Architetture religiose
- Chiesa di San Gottardo.

## Infrastrutture e trasporti

### Ferrovie
Dal 1879 al 1999 Bagni di Lusnizza era attraversata dalla ferrovia Udine-Tarvisio dove era presente la stazione ferroviaria. Fu dismessa nel 1999 a seguito del raddoppio della linea, il tracciato è convertito a pista ciclabile mentre il fabbricato viaggiatori è adibito ad altri usi.